# LXLE Linux
LXLE — це дистрибутив Linux, заснований на останньому випуску Ubuntu / Lubuntu LTS, що використовує робоче середовище LXDE .  LXLE — це легкий дистрибутив, зосереджений на візуальній естетиці , який добре працює як на старому, так і на новому обладнанні . 

## Рецепція
У січневому огляді журналу Full Circle за січень 2014 року Габріеле Теттаманзі зазначила, що LXLE має незначні проблеми з локалізацією, але в іншому випадку описала його як гарний «легкий і швидкий» дистрибутив, «багатий» програмним забезпеченням і «стабільний». 
Джессі Сміт переглянув LXLE 12.04.3 для DistroWatch Weekly: 
Запуск дистрибутива LXLE минулого тижня був, на мою думку, ковтком свіжого повітря. Сильні сторони проекту полягають не в нових технологіях чи революційних ідеях, а в тому, як розробники представляють існуючі концепції у відшліфований спосіб. Дистрибутив має міцну основу (Lubuntu), швидке та звичне робоче середовище (LXDE), усі сучасні зручності та програми, які, ймовірно, забажає користувач, і об’єднує їх у спосіб, який я вважаю дуже приємним та інтуїтивно зрозумілим. Той факт, що дистрибутив може представити нам робочі столи з дещо іншими макетами та елементами керування, є приємним бонусом, але насправді те, у чому LXLE перевершує, так це те, що операційна система для настільних ПК «просто працює». Гламура небагато, але інтерфейс виглядає непогано, є стабільне ядро, але додатки досить актуальні. Мультимедіа, Flash, Java, інструменти розробника, продуктивність і мережа – все було у мене під рукою з моменту завершення встановлення системи. А установка зайняла менше п'ятнадцяти хвилин. Є два менеджери пакунків, простий зовнішній інтерфейс за допомогою наведення й натискання кнопки та орієнтований на деталі Synaptic для досвідчених користувачів.
Джессі Сміт також переглянув LXDE 14.04, зробивши висновок: «Загалом, я насолоджувався часом з LXLE. Розповсюдження розпочалося добре завдяки плавному процесу встановлення, а проект містить чітку документацію та примітки до випуску, які дозволяють людям точно знати, чого очікувати від розповсюдження. Мені подобається робочий стіл LXDE, оскільки я відчуваю, що він чудово справляється з балансом зручності для користувача, продуктивності та функцій." 
Оглядаючи LXLE 18.04.3, Маріус Нестор з Softpedia сказав: «LXLE містить унікальні програми Expose, Aero Snap і Quick Launch, випадкову або інтервальну зміну шпалер, узгодженість тем у всій системі, а також безліч інших налаштувань і доповнень, які ви захочете» не знайти в інших дистрибутивах. Система дуже швидка і завантажується менш ніж за одну хвилину, і вона ідеально підходить для відновлення старого комп’ютера». 
Поточна версія LXLE Focal заснована на Ubuntu 20.04.4 LTS з LXDE.

## Релізи
| Legend: | Old version | Older version, still supported | Current version | Latest preview version | Future release |

| Версія      | Дата випуску    | Зауваження |
| ----------- | --------------- | ---------- |
| 12.04.3     | 2013-08-19      |            |
| 12.04.4     | У 2014 році     |            |
| 14.04       | 2014-06-14      |            |
| 14.04.1     | 2014-10-23      |            |
| 12.04.5     | У 2015 році     |            |
| 14.04.2     | У 2015 році     |            |
| 14.04.3     | У 2015 році     |            |
| 14.04.4     | У 2016 році     |            |
| 16.04.1 LTS | Увійти в країну |            |
| 16.04.2 LTS | У 2017 році     |            |
| 16.04.3 LTS | У 2017 році     |            |
| 16.04.4 LTS | У 2018 році     |            |
| 18.04.3 LTS | Увійти в дію    |            |
| LXLE Focal  | 2022-05-26      |            |

## зовнішні посилання
- Офіційний сайт
- LXLE Linux на SourceForge.net
- LXLE at DistroWatch